# Millerstown
Millerstown é um distrito localizado no estado norte-americano de Pensilvânia, no Condado de Perry.

## Demografia
Segundo o censo norte-americano de 2000, a sua população era de 679 habitantes.
Em 2006, foi estimada uma população de 684, um aumento de 5 (0.7%).

## Geografia
De acordo com o United States Census Bureau tem uma área de
2,4 km², dos quais 2,2 km² cobertos por terra e 0,2 km² cobertos por água. Millerstown localiza-se a aproximadamente 149 m acima do nível do mar.

## Localidades na vizinhança
O diagrama seguinte representa as localidades num raio de 16 km ao redor de Millerstown.